# Adolf Loos
Adolf Loos (teljes nevén: Adolf Franz Karl Viktor Maria Loos) (Brno, Osztrák–Magyar Monarchia, 1870. december 10. – Kalksburg bei Wien, ma Liesing része, 1933. augusztus 23.) osztrák építész, több jelentős írás szerzője. Fiatal korában járt az Amerikai Egyesült Államokban és ez maradandó hatást tett rá.

## Szakmai élete, ismertetői
A huszadik század elején a megrögzött bécsi építészeti ízléssel ellentétben rendkívül innovatív egyéniség volt. Emiatt csak nagyon kevés megrendelést kapott. 
1908-ban megjelent az elveit hangoztató műve a Díszítés és bűnözés című esszéje, melynek előtanulmányaként megfigyelte a börtönben raboskodó emberek viselkedését az elítélésük súlyosságához viszonyítva. Azt vette észre, hogy minél bűnösebb az ember, annál inkább érez késztetést az önmaga és környezetének indokolatlan túldíszítésére. E szöveggyűjteményből magyarul is olvashatni írásokat (Ornamens és nevelés).

## Magyarul megjelent művei
- Ornamens és nevelés. Válogatott írások; szövegvál., ford., tan. Kerékgyártó Béla; Terc, Bp., 2004

## Képtár

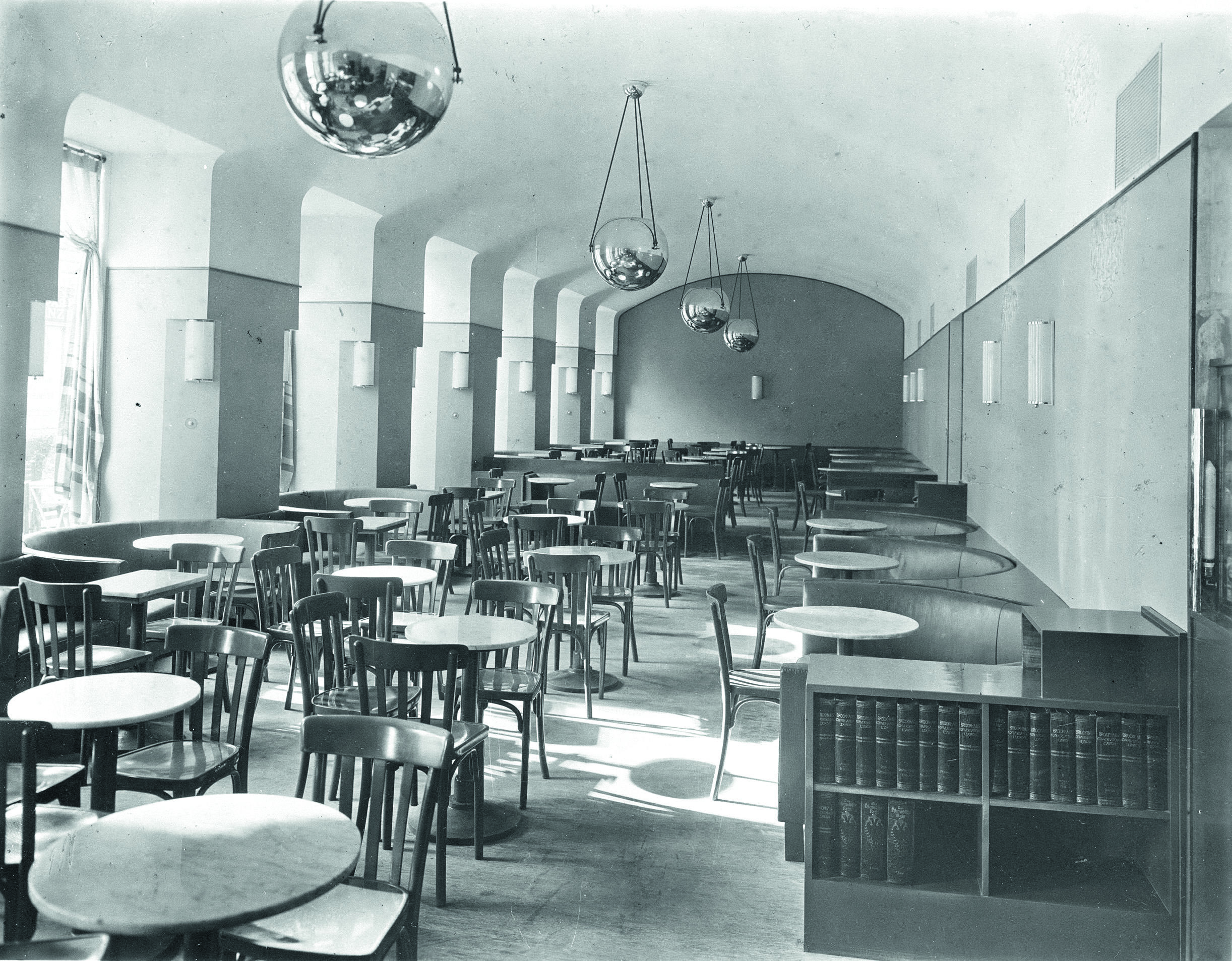
Café Museum, Bécs, 1899
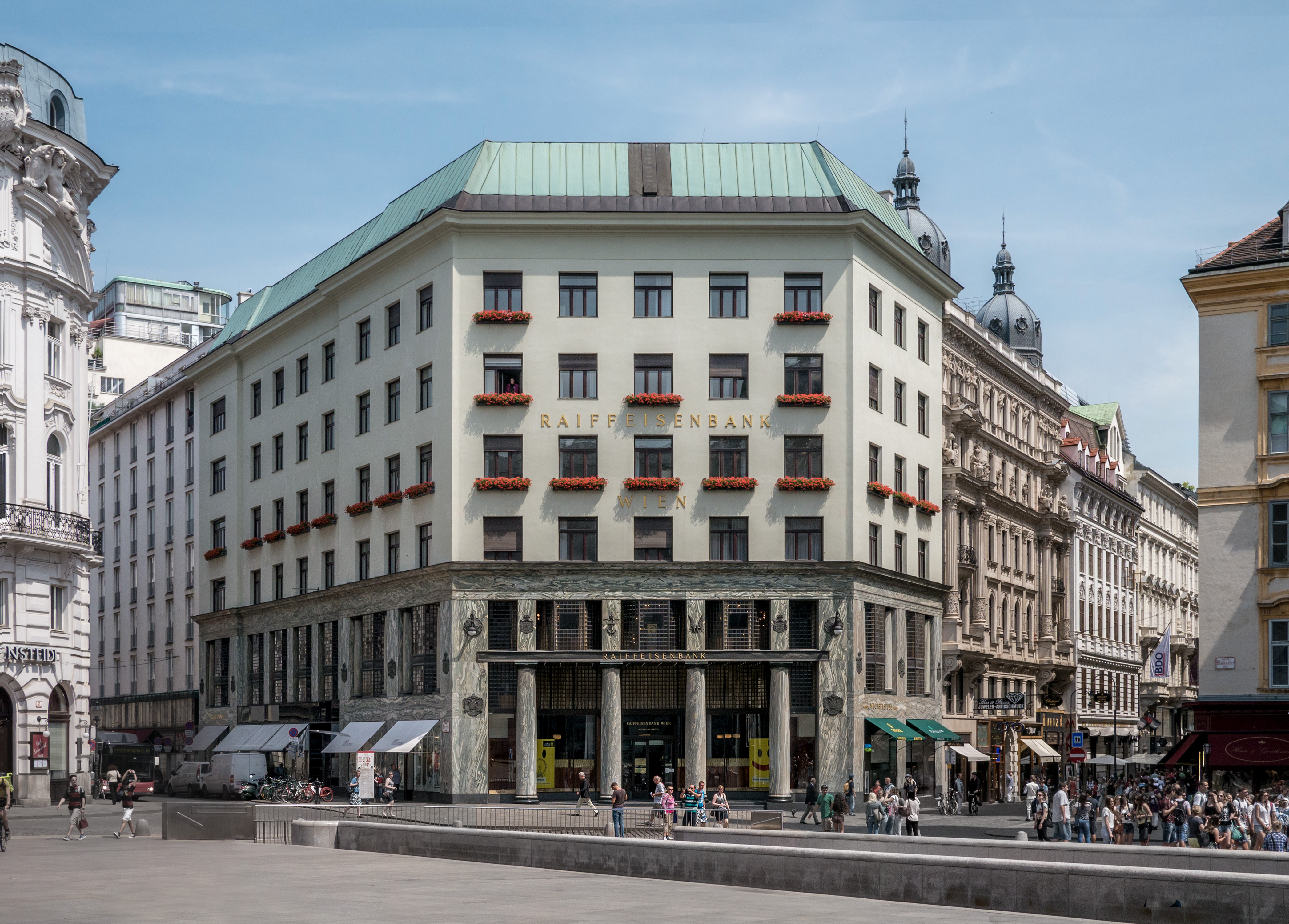
Goldman & Salatsch Épület (Loos-Ház), Bécs, 1910
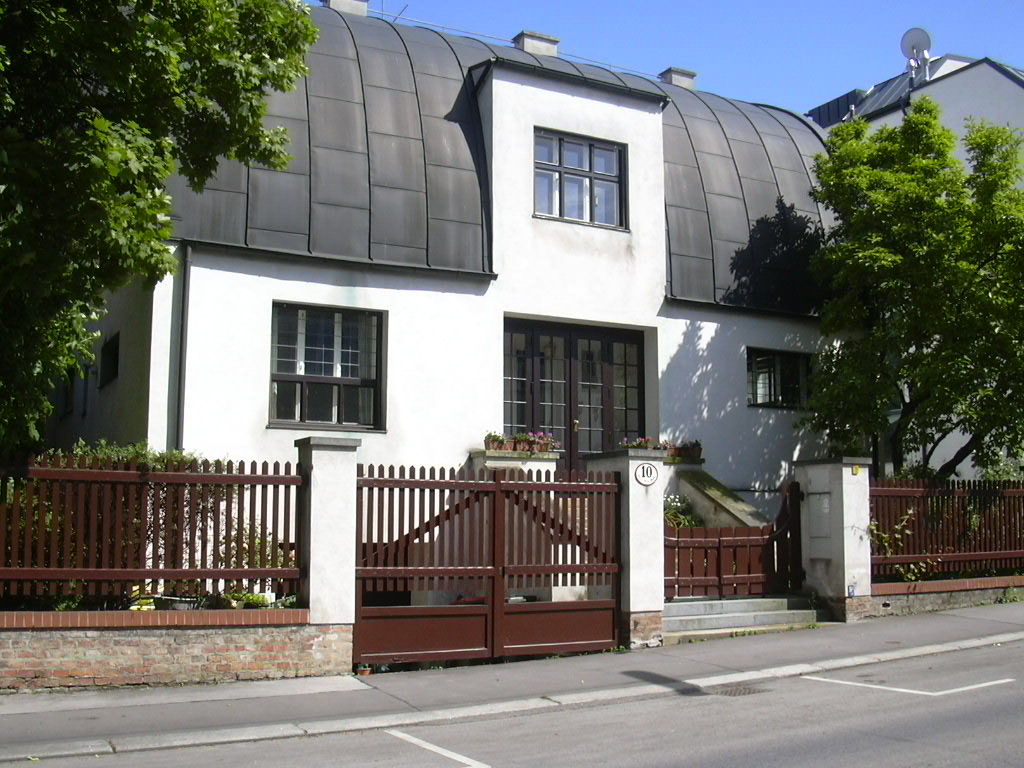
Steiner-Ház, Bécs, 1910
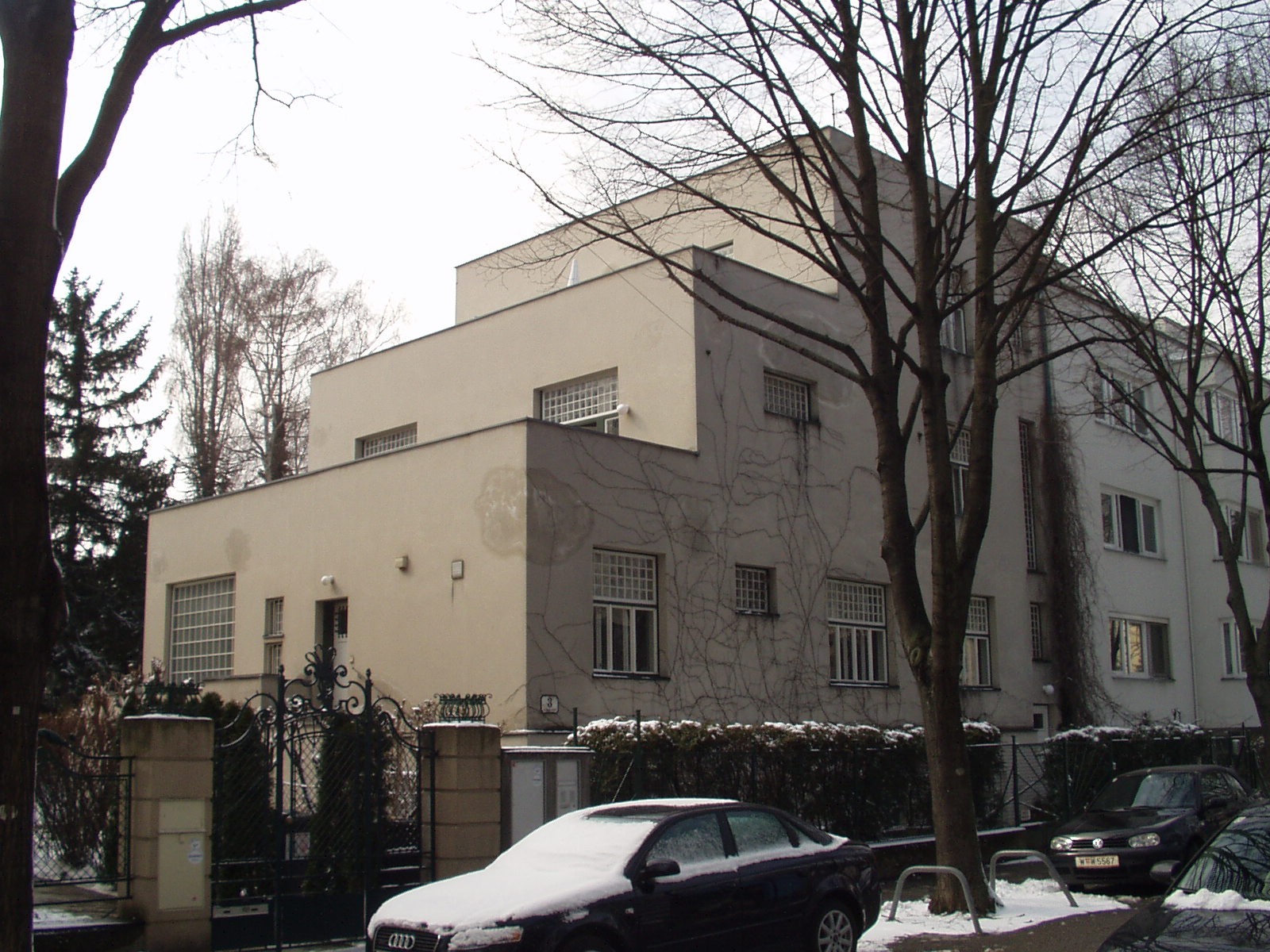
Scheu-Ház, Bécs, 1912-1913
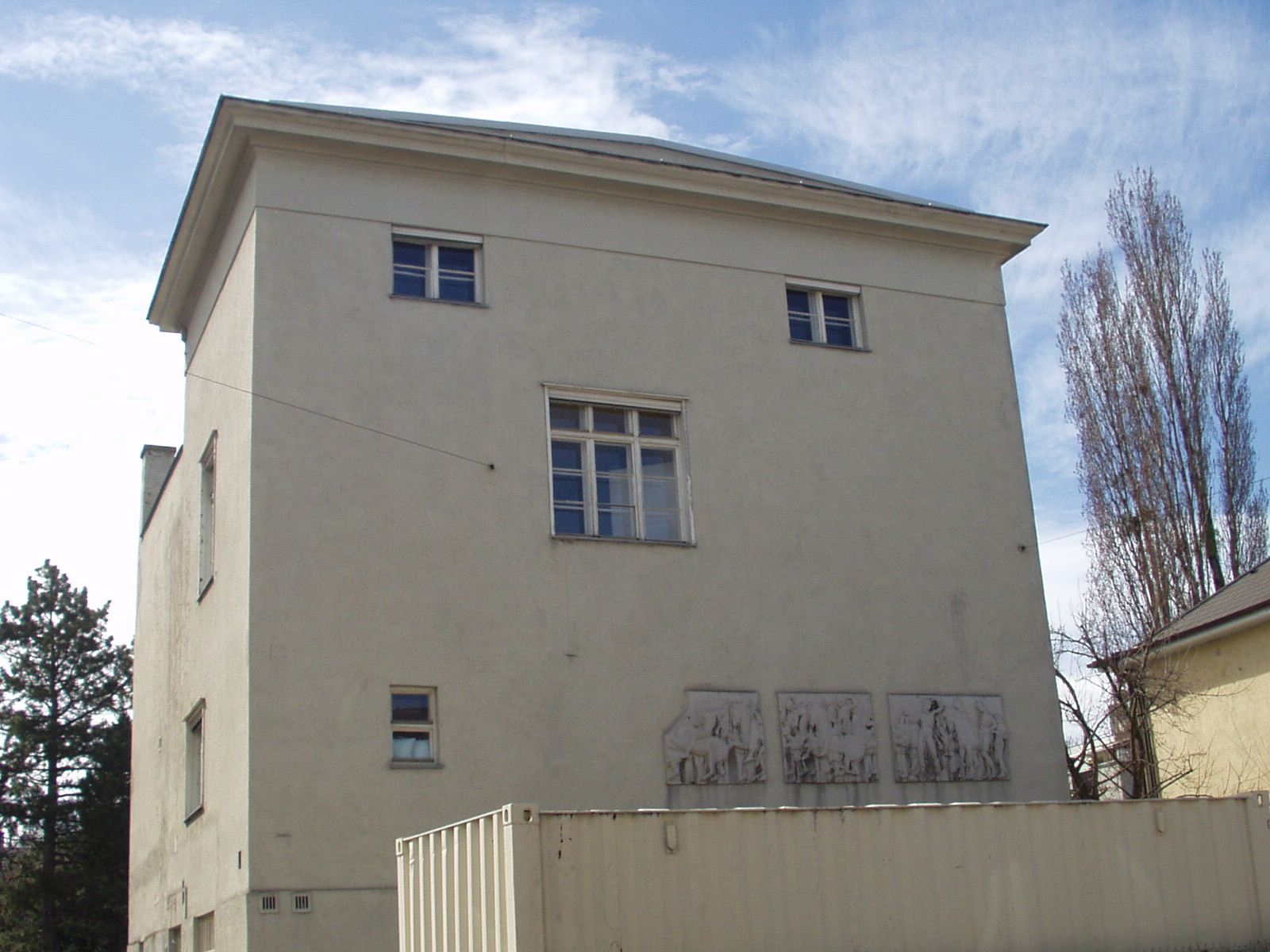
Rufer-Ház, Bécs, 1922
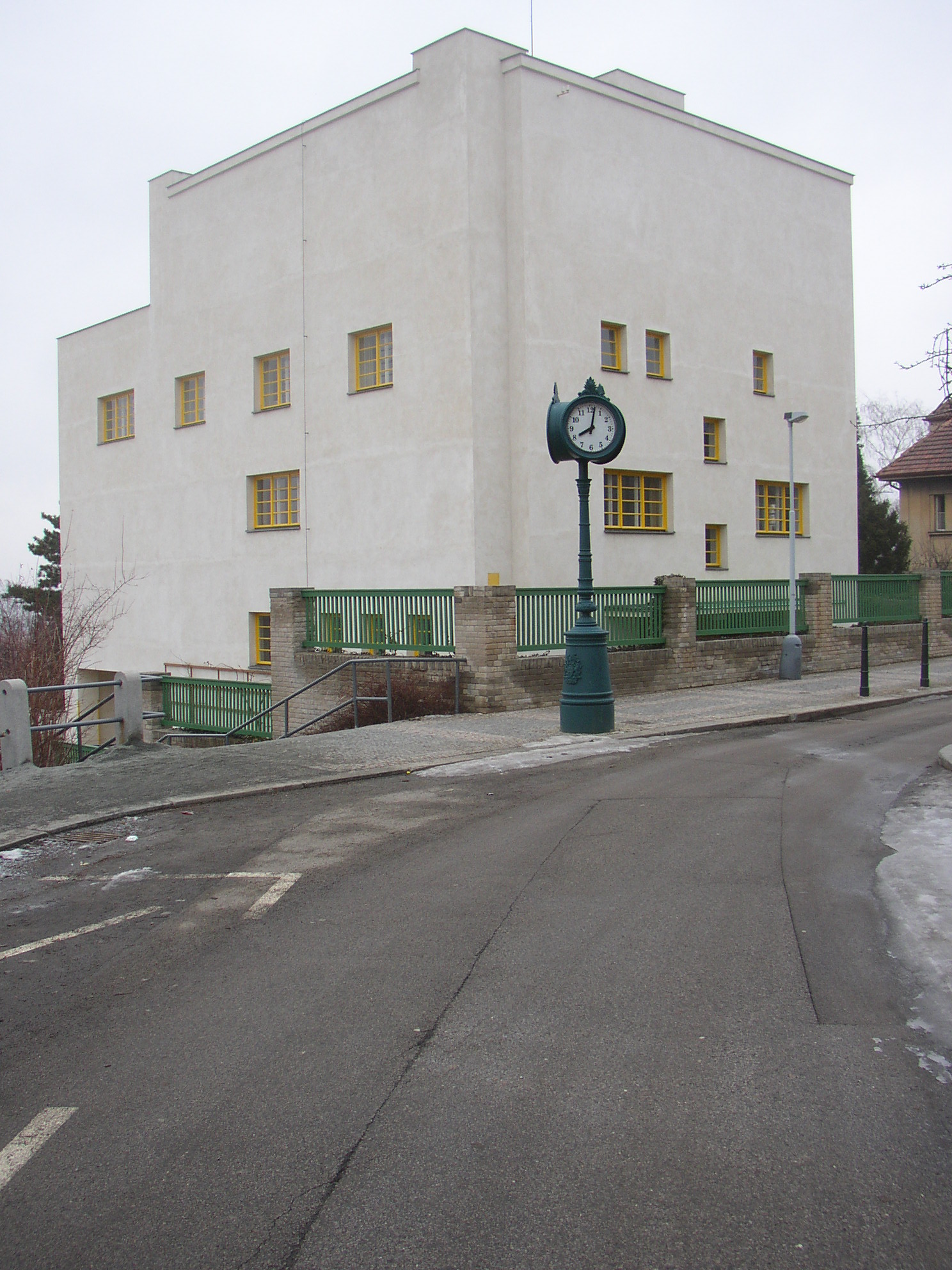
Müller-Villa, Prága, 1928